# Grefab
Grefab (Göteborgsregionens Fritidshamnar AB) är ett företag som äger de flesta fritidsbåtshamnar i Göteborgsområdet. Grefab etablerades 1973, första VD var Kaj Hartelius. År 2013 tillsattes Ann-Christine Alkner Dahl som VD. Grefab ägs till 80% av Göteborgs kommun, 8 % av Mölndals kommun, 8 % av Partille kommun och 4 % av Ale kommun (2008). Företaget administrerar cirka 7300 båtplatser och 4 200 vinteruppläggningsplatser i elva hamnar.

## Kritik
Under 2013 publicerade Göteborgsposten en rad artiklar där företaget granskades. I denna granskning antyddes bland annat att svarta pengar förekommit, och att företaget trots kommunalt ägande styrts "utanför alla juridiska ramar". Bland annat har ensamrätt på drivmedelsförsäljning getts till en av företagets anställda, och minst en arrendator har inte fått höjd hyra sen 1973. Anställda på Grefab har heller inte behövt köa för båtplatser. Kötiden för en båtplats på Killingsholmen uppges annars vara 18 år. VD:n Alkner Dahl tillträdde posten med styrelsens uppdrag att styra upp företaget.

## Hamnar
- Björlanda kile
- Eriksberg, Göteborg
- Fiskebäck, Göteborg
- Hinsholmskilen
- Hovås
- Killingsholmen
- Lindholmen, Göteborg
- Rosenlundskanalen
- Saltholmen
- Styrsö, Göteborgs kommun Tången
- Torslanda, Göteborg Lagun